# Zsávolya Zoltán
Zsávolya Zoltán (eredeti neve: Grudl József Zoltán) (Csorna, 1968. augusztus 9. –) magyar József Attila-díjas (2009) költő, író, irodalmár, esztéta, egyetemi oktató.

## Életpályája
Szülei: Grudl József és Haller Cecília. 1987–1992 között az ELTE BTK esztétika-német-összehasonlító irodalomtörténet szakos hallgatója volt. 1992–1997 között a Veszprémi Egyetem német nyelv és irodalom tanszékén volt tanársegéd. 1997 óta a Pázmány Péter Katolikus Egyetem Bölcsészettudományi Karának esztétika tanszékén docens. 1998-ban PhD fokozatot szerzett. 1999 óta a Szépirodalmi Figyelő szerkesztője. 2000–2004 között az Életünk rovatszerkesztője volt. 2000–2008 között a Nyugat-magyarországi Egyetem magyar nyelv és irodalom tanszékének docense, 2001–2006 között tanszékvezetője volt.
Kutatási területe az irodalomelmélet és az újabb magyar irodalom.

## Művei
- A lábadozás ezüstje (elbeszélések, 1997)
- A duplum sötétje (elbeszélések, 1998)
- Könnyű negyed (versek, 2000)
- Hollandi bolygó. Hangregény; Orpheusz, Bp., 2001
- A metró ördöge (elbeszélések, 2002)
- Jimmy visszatér (regény, 2003)
- Gabriele von Baumberg (monográfia, 2004)
- A fanyalgás művészete (kritikák, 2005)
- Poliptichon. Fantomképek a kortárs magyar irodalomról (2006)
- Textualitat und Deutung. Schriften zur Philosophie und Literatur (2007)
- Noszthy Fuji (színmű, 2008)
- Esszé, próza, költészet. Írások Fábián László műveiről; szerk. Varga Virág, Zsávolya Zoltán; Ráció, Bp., 2008 (Opus és disputa)
- Nő, tükör, írás. Értelmezések a 20. század első felének női irodalmáról; szerk. Varga Virág, Zsávolya Zoltán; Ráció, Bp., 2009 (Női rekon)
- Égi Rozi ideje. Novellahármasság az időről; Kráter, Pomáz, 2012
- Fagyosztás. Versváltozások, 1988–2013; Tipp Cult, Bp., 2013 (P'art könyvek)
- Gyújtópont. Válogatott tanulmányok; Cédrus Művészeti Alapítvány–Napkút, Bp., 2014
- Nemzet, sors, identitás. "Európai látószögű magyar". Írások a hatvanéves Bertha Zoltán tiszteletére; szerk. Papp Ágnes Klára, Sebők Melinda, Zsávolya Zoltán; KRE–L'Harmattan, Bp., 2015 (Károli könyvek. Tanulmánykötet)
- Elágazó ösvényen. Tanulmányok a magyar modernség női irodalmáról; Orpheusz, Bp., 2016
- A rezignáció spirálja. Információs szerkezet és elbeszélés Bánki Éva Fordított idő című regénytrilógiájában; Cédrus Művészeti Alapítvány, Bp., 2019 (Káva téka)
- Mérték és mulatság. Közelítések Prágai Tamás műveihez; Cédrus Művészeti Alapítvány, Budapest, 2022

## Díjai
- DAAD-ösztöndíj (1995)
- Gérecz Attila-díj (1997)
- Móricz Zsigmond-ösztöndíj (2000)
- József Attila-díj (2009)
- Salvatore Quasimodo-Emlékdíj (különdíj)[1] (2020)
- A Magyar Érdemrend lovagkeresztje (2022)